# Сосновка (Опочецкий район)
Сосно́вка — деревня в Опочецком районе Псковской области России. 
Входит в состав Болгатовской волости.

## География
Расположена на северо-западном побережье пруда Ижгожка и берегу реки Изгожка, в 15 км к востоку от города Опочка и в 12 км к юго-западу от деревни Болгатово.

## Население
| 2001 | 2002 | 2010 | 2013 | 2014 | 2015 | 2016 |
| ---- | ---- | ---- | ---- | ---- | ---- | ---- |
| 48   | ↘47  | ↘37  | ↗39  | ↘37  | →37  | ↗49  |

Численность населения по состоянию на начало 2001 года составляла 48 человек.

## История
С 1995 до 2005 года деревня входила в состав ныне упразднённой Любимовской волости с центром в д. Лаптево.